# Pamela M. Kilmartin
Pamela M. Kilmartin est une astronome néo-zélandaise.
D'après le Centre des planètes mineures, elle a codécouvert 41 astéroïdes numérotés en collaboration avec Alan C. Gilmore entre 1981 et 2003. Tous deux sont d'actifs chasseurs de comètes.
Elle est membre de la Royal Astronomical Society of New Zealand (en) (RASNZ).
L'astéroïde (3907) Kilmartin porte son nom. L'astéroïde (2537) Gilmore a été nommé d'après Alan C. Gilmore (son mari) et elle-même.

## Astéroïdes découverts
| (2434) Bateson          | 27 mai 1981        | avec A. C. Gilmore |
| (3087) Beatrice Tinsley | 30 août 1981       | avec A. C. Gilmore |
| (3152) Jones            | 7 juin 1983        | avec A. C. Gilmore |
| (3305) Ceadams          | 21 mai 1985        | avec A. C. Gilmore |
| (3400) Aotearoa         | 2 avril 1981       | avec A. C. Gilmore |
| (3521) Comrie           | 26 juin 1982       | avec A. C. Gilmore |
| (3563) Canterbury       | 23 mars 1985       | avec A. C. Gilmore |
| (3810) Aoraki           | 20 février 1985    | avec A. C. Gilmore |
| (4154) Rumsey           | 10 juillet 1985    | avec A. C. Gilmore |
| (4243) Nankivell        | 4 avril 1981       | avec A. C. Gilmore |
| (4248) Ranald           | 23 avril 1984      | avec A. C. Gilmore |
| (4409) Kissling         | 30 juin 1989       | avec A. C. Gilmore |
| (4819) Gifford          | 24 mai 1985        | avec A. C. Gilmore |
| (4837) Bickerton        | 30 juin 1989       | avec A. C. Gilmore |
| (5207) Hearnshaw        | 15 avril 1988      | avec A. C. Gilmore |
| (5251) Bradwood         | 18 mai 1985        | avec A. C. Gilmore |
| (5311) Rutherford       | 3 avril 1981       | avec A. C. Gilmore |
| (5718) Roykerr          | 4 août 1983        | avec A. C. Gilmore |
| (5763) Williamtobin     | 23 juin 1982       | avec A. C. Gilmore |
| (5818) 1989 RC1         | 5 septembre 1989   | avec A. C. Gilmore |
| (5898) 1985 KE          | 23 mai 1985        | avec A. C. Gilmore |
| (5906) 1989 SN5         | 24 septembre 1989  | avec A. C. Gilmore |
| (6034) 1987 JA          | 5 mai 1987         | avec A. C. Gilmore |
| (6142) Tantawi          | 23 mars 1993       | avec A. C. Gilmore |
| (7432) 1993 HL5         | 23 avril 1993      | avec A. C. Gilmore |
| (8481) 1988 LH          | 14 juin 1988       | avec A. C. Gilmore |
| (8884) 1994 CM2         | 12 février 1994    | avec A. C. Gilmore |
| (9018) Galache          | 5 mai 1987         | avec A. C. Gilmore |
| (9750) 1989 NE1         | 8 juillet 1989     | avec A. C. Gilmore |
| (11080) 1993 FO         | 23 mars 1993       | avec A. C. Gilmore |
| (13510) 1989 OL         | 29 juillet 1989    | avec A. C. Gilmore |
| (13511) 1989 RD1        | 5 septembre 1989   | avec A. C. Gilmore |
| (13552) 1992 GA         | 4 avril 1992       | avec A. C. Gilmore |
| (15712) 1989 RN2        | 1er septembre 1989 | avec A. C. Gilmore |
| (18340) 1989 OM         | 29 juillet 1989    | avec A. C. Gilmore |
| (21130) 1993 FN         | 14 avril 1994      | avec A. C. Gilmore |
| (30945) 1994 GW9        | 14 avril 1994      | avec A. C. Gilmore |
| (48501) 1993 FM         | 23 mars 1993       | avec A. C. Gilmore |
| (58158) 1989 RA         | 1er septembre 1989 | avec A. C. Gilmore |
| (65718) 1993 FL         | 23 mars 1993       | avec A. C. Gilmore |